# 13534 Alain-Fournier
13534 Alain-Fournier è un asteroide della fascia principale. Scoperto nel 1991, presenta un'orbita caratterizzata da un semiasse maggiore pari a 3,2009777 UA e da un'eccentricità di 0,1769678, inclinata di 1,26108° rispetto all'eclittica.
La fascia principale è una regione compresa tra le orbite di Marte e Giove in cui si trovano la maggior parte degli asteroidi.
Alain-Fournier è stato scoperto il 4 settembre 1991 dall'osservatorio di Kitt Peak, in Arizona. Il suo diametro stimato è di circa 2,5 km. La sua orbita è caratterizzata da un periodo di rivoluzione di circa 4 anni e mezzo e un'eccentricità di 0,16. La sua inclinazione orbitale è di 6,32 gradi, e la distanza dal perielio è di 2,63 UA (unità astronomiche) mentre la distanza dall'afelio è di 3,63 UA.
Gli asteroidi della fascia principale sono composti principalmente di roccia e metalli, e alcuni di essi potrebbero contenere importanti risorse minerarie come oro, platino e ferro.